# Pine Bluff Union Station

Die Pine Buff Union Station ist ein stillgelegter Bahnhof in Pine Bluff im Jefferson County im US-Bundesstaat Arkansas, Vereinigte Staaten. Heutzutage ist im Gebäude das Pine Bluff/Jefferson County Historical Society Museum untergebracht.
Die Union Station liegt an der East 4th Avenue und State Street und wurde 1906 erbaut.
Sie ist seit dem 14. Dezember 1978 als Baudenkmal im National Register of Historic Places aufgeführt. Am 20. Mai 2008 wurde der Bahnhof als Contributing Property Teil des Pine Bluff Commercial Historic District.